# Klüdener Pax
Die Klüdener Pax ist ein Wiesengebiet innerhalb der Gemeinde Calvörde.

## Lage
Die Klüdener Pax liegt östlich der Rantenhorst und südlich der Zobbenitzer Pax. Im Norden liegen der Marktflecken Calvörde,  Lössewitz und Zobbenitz, im Osten liegt Dorst. Seine Fläche beträgt rund 3 km².

## Besonderheiten
Die Klüdener Pax ist Bestandteil des Naturschutzgebietes Klüdener Pax-Wanneweh. Dieses Gebiet gehörte bis zum 31. Dezember 2009 der Gemeinde Klüden und galt als Exklave der ehemaligen Gemeinde.